# Bitwa pod Borodino
Bitwa pod Borodino, bitwa pod Możajskiem (ros. Бородинское сражение, we Francji znana jako Bataille de la Moskova – bitwa nad rzeką Moskwą) – bitwa stoczona w dniach 5-7 września 1812 roku pod Borodino w pobliżu Możajska pomiędzy armią francuską dowodzoną przez Napoleona Bonaparte, a rosyjską dowodzoną przez Michaiła Kutuzowa. W jej wyniku Kutuzow wycofał wojska z pola walki, otwierając tym samym Napoleonowi drogę do Moskwy.

## Tło konfliktu
Od zawarcia traktatu pokojowego w Tylży stosunki francusko-rosyjskie stopniowo się pogarszały. Głównymi przyczynami zbliżającej się wojny były:
- blokada kontynentalna, narzucona przez Napoleona, która w znacznym stopniu osłabiała gospodarkę rosyjską, opartą głównie na handlu z Anglią[2];
- utworzenie przez Napoleona zależnego od siebie zalążka państwa polskiego, jakim było Księstwo Warszawskie, a zwłaszcza plany Napoleona dotyczące odbudowy Królestwa Polskiego[3];
- chęć rewanżu ze strony arystokracji i generalicji rosyjskiej, które nie mogły przeboleć klęsk poniesionych w ostatnich wojnach z Francuzami, i rosyjska wygrana w wojnie z Turcją, naturalnym sprzymierzeńcem Francji;
- z drugiej strony pewność Napoleona, że armia rosyjska jest do pokonania, nawet na jej własnym terenie.

22 czerwca 1812 roku Napoleon wydał w Wyłkowyszkach rozkaz do Wielkiej Armii o rozpoczęciu drugiej wojny polskiej. Dwa dni później, przekraczając Niemen, wkroczył na terytorium Rosji na czele armii liczącej ponad pół miliona żołnierzy i 1300 armat. Armia rosyjska ponosiła porażki w mniejszych bitwach i cofała się, przy czym do dziś nie wiadomo, czy było to działanie zaplanowane – celem wciągnięcia przeciwnika w głąb Rosji i zniszczenia go tam – czy też skutek poszczególnych starć, w wyniku których armia napoleońska znalazła się w pobliżu Moskwy – historycznej stolicy i jednego z najważniejszych miast imperium (stolicą wówczas był Petersburg).
Do decydującego starcia doszło dopiero we wrześniu, po objęciu naczelnego dowództwa armii carskiej przez gen. Michaiła Kutuzowa, który zastąpił na tym stanowisku gen. Michaiła Barclaya de Tolly, oskarżanego powszechnie (aczkolwiek niesłusznie) o zdradę, i postanowił zmierzyć się z Francuzami na przedpolach Moskwy. Rosjanie nie chcieli dopuścić Francuzów do dawnej stolicy bez walki. Kutuzow bardzo starannie wybrał rejon bitwy, z natury dogodny do obrony, dopuszczający jedynie atak frontalny, wzmocniony dodatkowymi licznymi fortyfikacjami polowymi. Naprzeciw 120 tysięcy Francuzów stanęło 135 tysięcy Rosjan. Pod Borodino, jak pisał Clausewitz, „armia francuska, najlepsza na świecie, została rzucona przeciw armii rosyjskiej, która – w sensie organizacji i wyszkolenia – była prawdopodobnie najgorsza. Jednakże w bitwie tej nie było śladu finezji czy inteligencji: była to po prostu próba sił i w tym sensie obie armie były sobie równe”.

## Bitwa

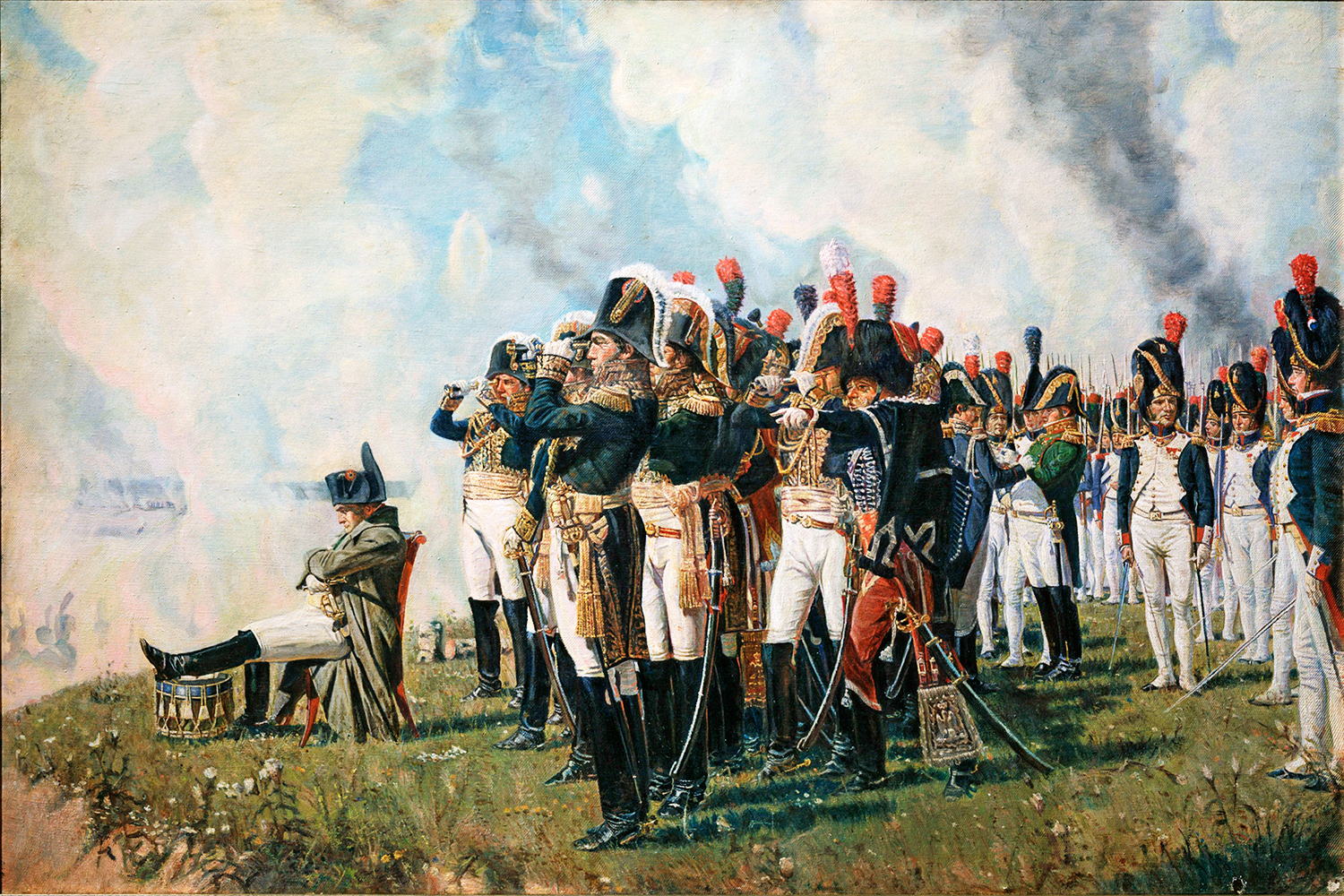
Napoleon pod Borodino, malował Wasilij Wierieszczagin

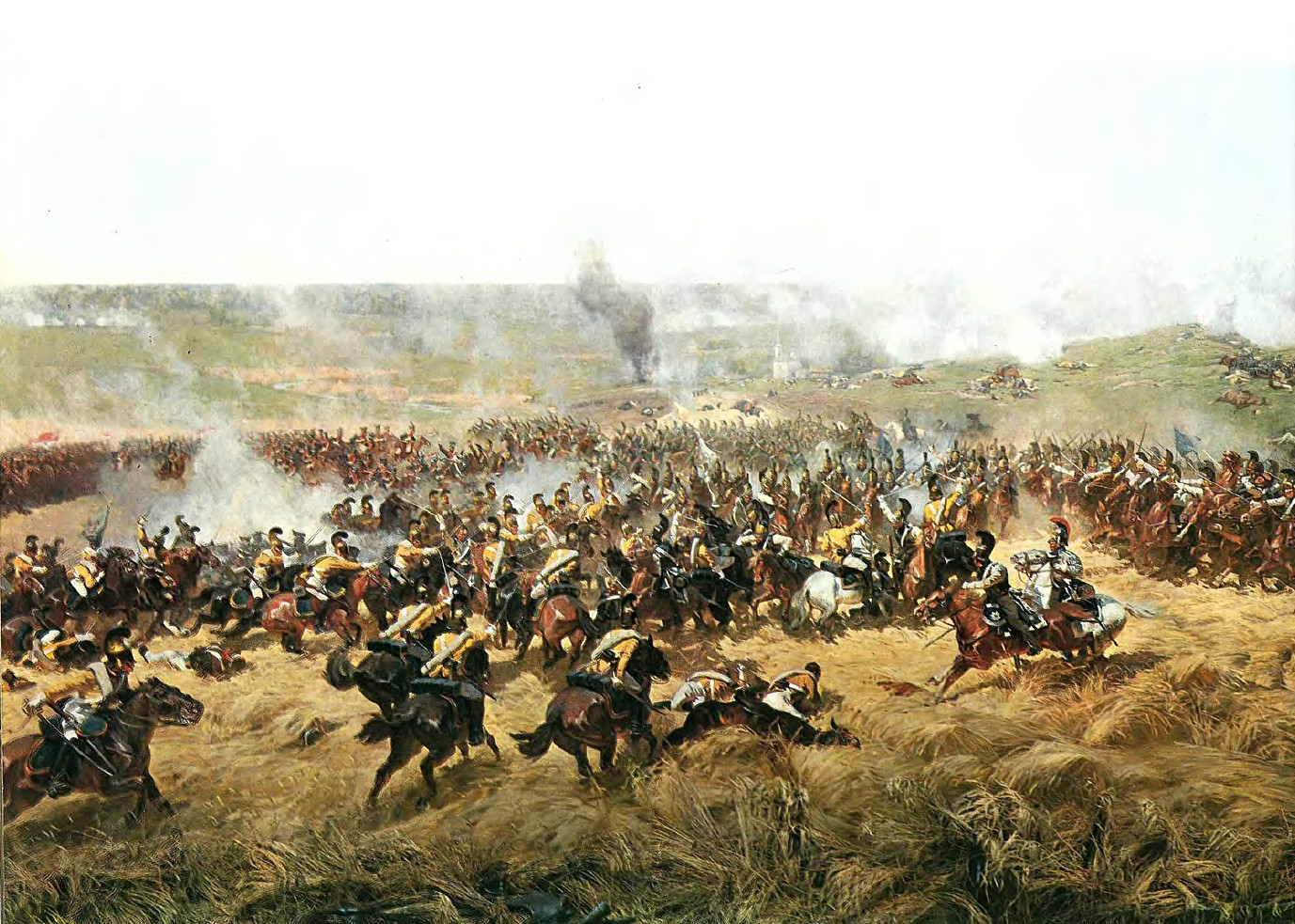
Starcie formacji kawalerii

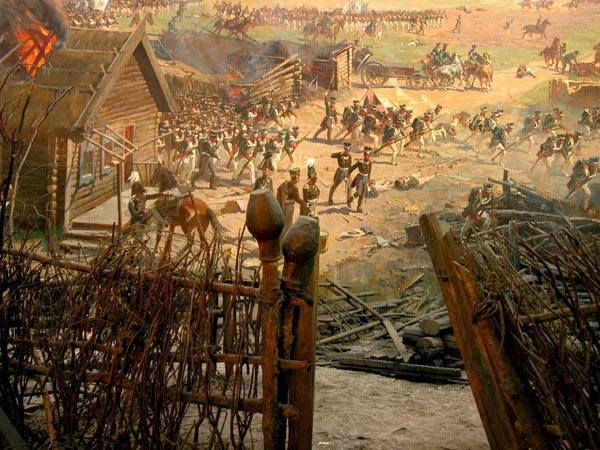
Rosjanie w wiosce Siemiennowskaja

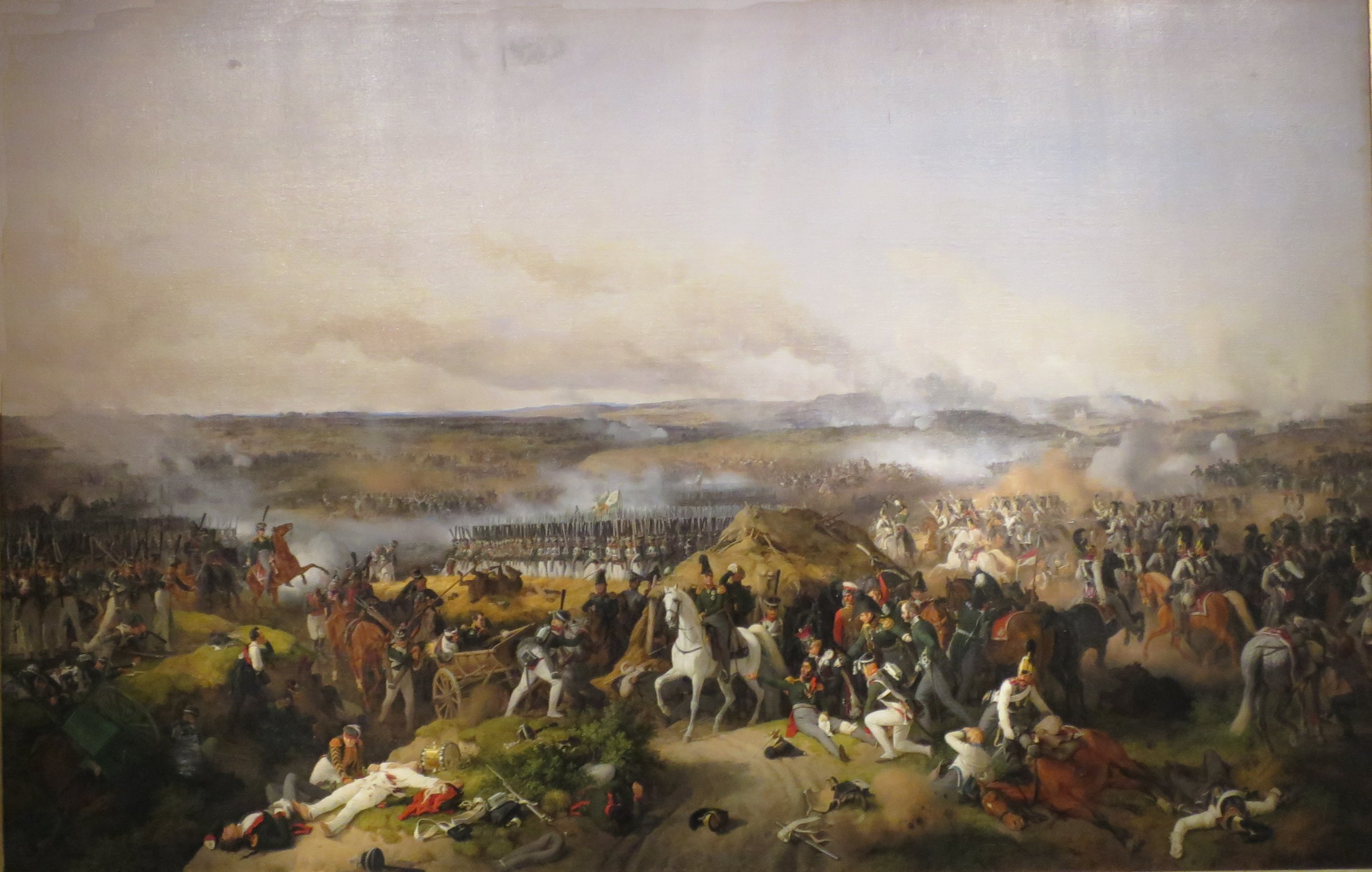
Bagration ranny pod Borodino

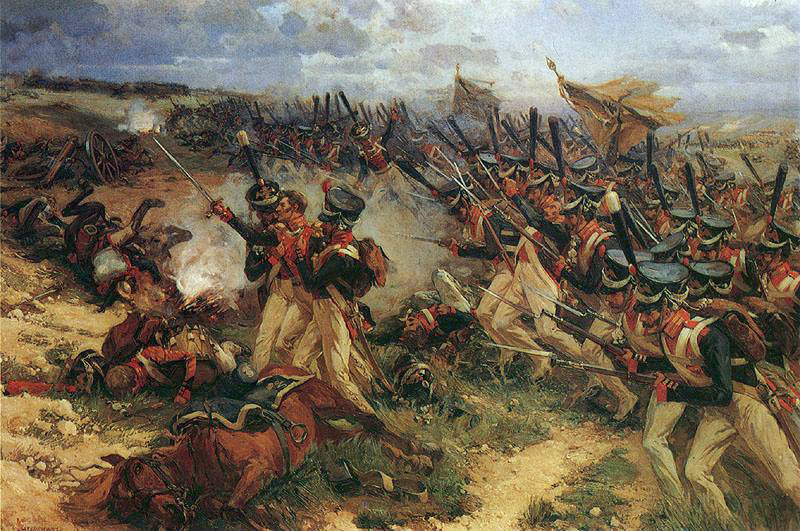
Kontratak pułku lejb-gwardii rosyjskiej

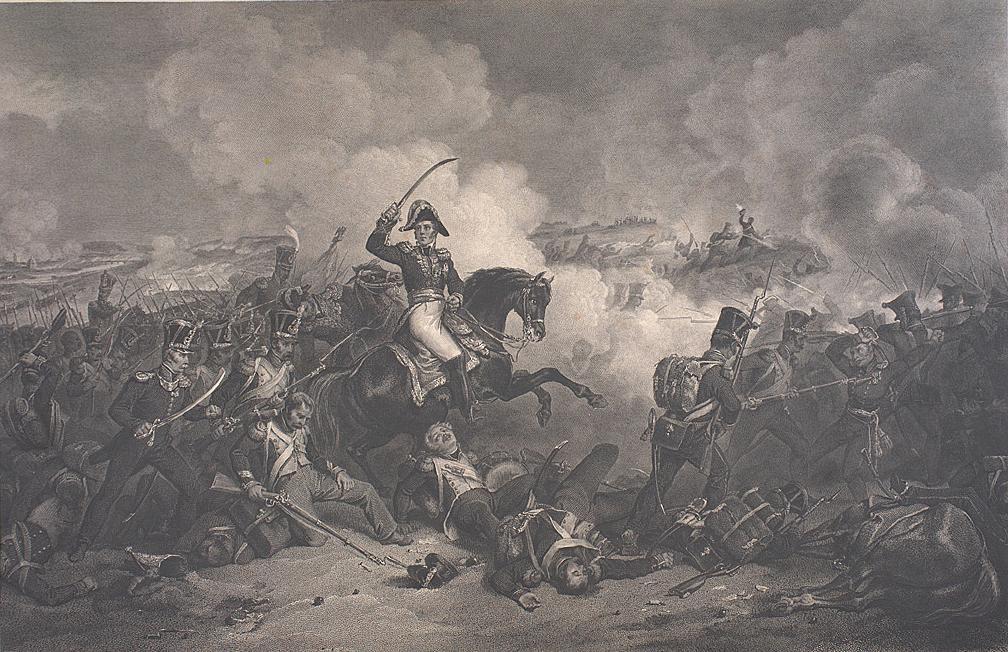
Ney prowadzi atak na redutę Rajewskiego

### Reduta Szewardin
Rano 5 września, po przerzuceniu Wielkiej Armii na południowy brzeg rzeczki Kołocza, Napoleon usiłował przełamać opór Rosjan koncentrując całą siłę uderzenia na lewym skrzydle nieprzyjaciela, gdzie – na wzgórzu 233 – wznosiła się umocniona, pięciokątna reduta, nazwana później (od nazwy pobliskiej wioski) Redutą Szewardino. Broniło jej, według różnych źródeł, 8 tys. piechoty, 4 tys. kawalerii i 36 dział z 27. dywizji księcia Andrieja Gorczakowa, przy czym wewnątrz reduty znajdowało się tylko 12 dział, pozostałe zaś miały wspierać ją z większej odległości. Gorczakow rozmieścił piechotę w kolumnach batalionowych za redutą. 2 Dywizja Kirasjerów stanęła nieco z boku, pomiędzy umocnieniami a wioską Utica. Trzy pułki piechoty – w luźnym szyku tyralierowym – ustawiono przed redutą, na wysokości wioski Doronino, a placówki kozackie oraz pospolite ruszenie na „starej drodze smoleńskiej” przed Uticą. Dwa pułki dragonów z IV Rezerwowego Korpusu Kawalerii znalazły się na północny wschód od umocnień.
Pierwszy atak przypuściły siły V Korpusu (polskiego) księcia Józefa Poniatowskiego, idące starą drogą. Po zepchnięciu przesłony złożonej z Kozaków, 16. dywizja piechoty gen. Krasińskiego zaczęła oskrzydlać redutę od południa (18. dywizja i kawaleria ubezpieczały ją od południowego wschodu), zataczając na jedno ze wzgórz 24 działa. Ułani i strzelcy konni pilnowali skrzydeł. Posuwającą się naprzód piechotę polską i działa na wzgórzu zasypała lawina ognia rosyjskiej artylerii. Wielu żołnierzy zostało zabitych lub rannych. Szef brygady Józef Sowiński stracił prawą nogę, ale leżąc na ziemi przy swoich działach nie przestawał wydawać rozkazów kanonierom.
Tymczasem od czoła uderzała 5. dywizja piechoty gen. Compansa ze składu I Korpusu marszałka Davouta. Idące do ataku z trzech stron pułki francuskie ponosiły znaczne straty od ognia artyleryjskiego oraz podczas powtarzających się kontrataków rosyjskich jegrów i dragonów. Jednak dzięki bliskiemu wsparciu własnej artylerii i pojawieniu się na południowym brzegu mas kawalerii Murata, około godz. 17 reduta została wzięta. W ręce Francuzów wpadło kilka dział, a straty poniesione przez obie strony wyniosły około 4 tys. (Wielka Armia) i około 6 tys. (Rosjanie); polski V Korpus stracił w tej wstępnej fazie bitwy 550 ludzi.

### Główne uderzenie
Dzień 6 września upłynął spokojnie. Obie armie szykowały się do rozstrzygającej bitwy. Cesarz Francuzów przybył do V Korpusu celem dokonania rekonesansu. W dniu tym otrzymał niepomyślną wiadomość z Hiszpanii, gdzie Marmont poniósł klęskę pod Arapiles, co groziło utratą Madrytu. Jednocześnie posłaniec przywiózł mu z Paryża portret małego króla Rzymu. W Wielkiej Armii poczytywano to za dobrą wróżbę. Wieczorem z obozu francuskiego obserwowano iluminowane procesje po stronie rosyjskiej, słyszano pieśni religijne.
Rankiem 7 września odezwały się w pułkach Wielkiej Armii fanfary, a po chwili odczytano wojsku rozkaz cesarski:

Żołnierze! Przed wami bitwa, której tak bardzo pragnęliście. Od was zależy zwycięstwo, które jest nam tak bardzo potrzebne; da nam pod dostatkiem wszystkiego i dobre leże zimowe, a potem prędki powrót do ojczyzny. Sprawcie się tak jak pod Austerlitz, Frydlandem i Witebskiem. Niech wasi najpóźniejsi potomkowie wspominają z dumą: oni byli w tej wielkiej bitwie pod murami Moskwy!

Kutuzow rozstawił swe siły od brzegów Kołoczy i wioski Borodino po lesisty teren pod wioską Utica. Na północy I Armia Zachodnia Barclaya de Tolly’ego z korpusami Baggovuta, Ostermana, Korfa i Uwarowa, w centrum, w oparciu o tzw. Wielką Redutę, II Armia Zachodnia Bagrationa z korpusami Rajewskiego, Dochturowa i Borozdina, na południu szańce Bagrationa obsadzone przez część sił Borozdina, a dalej, w lasach, naprzeciwko V Korpusu polskiego, korpus Tuczkowa, pospolite ruszenie moskiewskie i Kozacy Płatowa.
Kutuzow liczył, że bitwa rozegra się na północnym skrzydle i dlatego najsłabiej obsadzone było skrzydło południowe, naprzeciw V Korpusu. Tu jednak sprzymierzeńcem obrońców była przyroda – gęste lasy, bagniska i nierówny, poszarpany teren.
Plan Napoleona zakładał, że Davout, ze wsparciem Murata, zdobędzie szańce Bagrationa, podczas gdy Poniatowski wedrze się głęboko na tyły wroga i wówczas uderzy na jego skrzydło i tyły. Działaniem dywersyjnym miało być frontalne uderzenie Eugeniusza de Beauharnais w kierunku na Borodino i następnie na południe, ku Wielkiej Reducie.
Tymczasem wszystko szło inaczej niż zakładał cesarz. Korpusowi Davouta nie udało się z marszu zdobyć szańców. Generałowie Compans, Rapp i Dessaix odnieśli rany; ranny był również Davout. Dopiero uderzenie Neya przyniosło – przy ogromnych stratach – około godz. 10 powodzenie. Także rzucona do walki w centrum ciężka kawaleria francuska nie zdołała przełamać oporu Rosjan. Wieś Borodino została zdobyta w pierwszym uderzeniu, jednak ciężkie boje toczono o uzbrojoną w baterię 200 dział Wielką Redutę Rajewskiego w centrum, która dopiero o 9 rano została zdobyta przez Francuzów. W zaciętych walkach Davout stracił konia, wkrótce sam został ranny.
Około godziny 11 Rosjanie przypuścili kontratak na całym froncie odbierając Wielką Redutę. Ney i Murat błagali cesarza, by rzucił do boju Gwardię, ale Napoleon odmówił. W zamian pchnął do ataku dywizję Marchanda i Würtemberczyków, którzy z wielkim wysiłkiem ustabilizowali sytuację wstrzymując impet Rosjan. Jednocześnie rozpoczęto frontalny atak na utracone pozycje, przy czym piechotę wspierało ponad 400 dział. Ostrzał był tak intensywny, że pod ogniem znalazły się nawet stojące na tyłach rezerwowe pułki rosyjskie. Zaledwie 16-letni wówczas, późniejszy dekabrysta Siergiej Murawiow-Apostoł, tak wspominał ten dzień:

2. batalion Gwardyjskiego Pułku Siemionowskiego stał rozwinięty na prawo od 1. batalionu, z adiutantem batalionu Piotrem Oleninem konno nieco z boku. Około 8 rano kula armatnia niemal otarła się o jego głowę, skutkiem czego natychmiast spadł z konia, w przekonaniu wszystkich martwy. Książę Trubieckoj, który odwiedził go w lazarecie, zapewnił starszego Olenina, że brat żyje, jest jedynie kontuzjowany. Olenin nie posiadał się z radości. Wszyscy oficerowie zgromadzili się przed frontem batalionu dopytując o stan rannego, ale wobec gęstniejącego ostrzału artylerii nieprzyjacielskiej, pułkownik Maksym Iwanowicz baron de Damas rozkazał – Panowie, proszę wrócić na swoje miejsca. Nikołaj Olenin zajął miejsce przed swoją kompanią, a naprzeciw niego hrabia Tatiszczew, by jeszcze zamienić parę słów. W tym momencie kula armatnia uderzyła Tatiszczewa w plecy, przebiła go na wylot, uderzyła Olenina w pierś, również przechodząc na wylot i urywając nogę stojącemu za nim podoficerowi...

Po godz. 12 nastąpiła druga i ostatnia faza bitwy. Rosjanie zgromadzili w okolicach reduty ponad 30 tysięcy ludzi, natomiast znacznie gorzej przedstawiała się sprawa artylerii. Część baterii po wyczerpaniu amunicji opuściła pozycje. Tym bardziej zaciekłe były kontrataki rosyjskiej piechoty i kawalerii, prowadzone z godną podziwu pogardą śmierci. Np. Gwardyjski Pułk Litowskij ze składu V Korpusu stracił tego dnia 973 z 1740 żołnierzy i oficerów. W walce na szańcach śmiertelną ranę odniósł Bagration.
W pewnym momencie walk o redutę polscy lansjerzy zaatakowali jakoby baterię armat i zaczęli wycinać kanonierów (według źródeł rosyjskich), gdy dowódca baterii, generał Kosteneckij, człowiek niezwykle silny, chwycił za wycior i położył kilku Polaków, ocalając baterię i jej obrońców.
W czasie zaciętych walk poniósł śmierć generał Caulaincourt, ale ostatecznie Wielka Reduta około godz. 15 została przez Francuzów zdobyta. Rosjanie zaczęli ustępować na całej linii.

### Działania V Korpusu
Walczący na południowym odcinku V (polski) Korpus księcia Poniatowskiego uwikłany był aż do godziny 13 w bezskuteczną walkę o kurhan Mamelon koło Uticy – ufortyfikowany i mocno obsadzony artylerią. Por. Roztworowskiemu, wysłanemu z raportem o wzięciu Uticy, granat strzaskał ramię, ale walcząc z bólem zdołał dotrzeć do cesarza.
W boju o kurhan, który przechodził z rąk do rąk, poległ rosyjski gen. Aleksander Tuczkow (jego ciała nigdy nie odnaleziono), ranny został gen. Izydor Krasiński. Dowódca batalionu 15 Pułku Piechoty, kpt. Maciej Rybiński, ze sztandarem pułkowym w ręku przebił się wprawdzie przez masy rosyjskiej piechoty do swoich, ale stracił ponad 300 ludzi.
W rezultacie książę Józef, zniecierpliwiony brakiem rozstrzygnięcia, dopadł dywizji Kniaziewicza i z okrzykiem Hej, chłopcy, naprzód. Hurrra! poprowadził ją do zwycięskiego wreszcie ataku. O godzinie 17 Rosjanie zostali odepchnięci na wschód, ale nie byli rozbici. Piechota i artyleria, pod osłoną kawalerii i Kozaków, ustępowały w najlepszym porządku.
W ostatnim niemal momencie tej wielkiej bitwy ranny został – prowadząc do ataku 2. batalion 1. pułku Legii Nadwiślańskiej – gen. Chłopicki, co wywarło przygnębiające wrażenie na żołnierzach tak Legii, jak i innych polskich jednostek.
V Korpus utracił 1 900 żołnierzy, którzy zostali zabici lub ranni. Ogółem – we wszystkich jednostkach polskich rozsianych po korpusach Wielkiej Armii – stracono 220 oficerów, w tym 3 generałów.
Walki żołnierza polskiego pod Borodino zostały po 1990 r. upamiętnione na Grobie Nieznanego Żołnierza w Warszawie napisem na jednej z tablic, „BORODINO 5–7 IX 1812”.

### Zakończenie bitwy i rezultaty
Napoleon nie pozwolił Neyowi na rzucenie do walki Gwardii Cesarskiej, która w krytycznym momencie bitwy mogła doprowadzić do zniszczenia armii rosyjskiej: Nie pozwolę na zniszczenie mojej Gwardii. Będąc 800 mil od Francji nie zaryzykuję utraty moich najlepszych rezerw!. Pod wieczór walki wygasły. Napoleon Bonaparte nie wykorzystał inicjatywy i dał Kutuzowowi możliwość odwrotu.
Wstrząsający był widok pobojowiska: „Ludzie, konie, żywi, ranni, zabici, leżeli jeden na drugim warstwami po sześciu i ośmiu...”.
Straty obu stron były niesłychanie wysokie. Rosjanie odnotowali od 45 do 50 tysięcy zabitych i rannych, Francuzi około 35 tysięcy. Ciężkie straty kawalerii francuskiej i odmowa rzucenia do boju Gwardii uniemożliwiły podjęcie pościgu za cofającą się ku Kałudze armią rosyjską. Napoleon zajął Moskwę 14 września 1812 roku, lecz zasadniczy cel kampanii, jakim miało być rozgromienie armii rosyjskiej w walnej bitwie, nie został osiągnięty, co niebawem przyczyniło się do klęski Napoleona w Rosji.
Bitwa ta jest wymieniona na Łuku Triumfalnym w Paryżu.

## Bitwa w literaturze i muzyce
Epopeja Lwa Tołstoja Wojna i pokój zawiera szczegółowy opis fabularny bitwy. Z licznych ekranizacji powieści na uwagę zasługują dwie: z roku 1956 (reż. King Vidor) i z 1967 (reż. Siergiej Bondarczuk).
W 1880 rosyjski kompozytor Piotr Czajkowski dla upamiętnienia obrony Moskwy przed wojskami Napoleona stworzył uwerturę koncertową Rok 1812.
Karol Kurpiński skomponował symfonię „Bitwa pod Możajskiem” wykonaną przez orkiestrę w Teatrze Wielkim Narodowym dnia 18 grudnia 1812 roku. Rękopis znajduje się w Bibliotece Jagiellońskiej w Krakowie. Części symfonii: Noc, Rozwidnienie się, Wschód słońca, Czytanie rozkazu dziennego, Marsz Wielki, Batalia, Marsz Wielki da capo. W tekście muzycznym kompozytor zawarł oryginalne komentarze przedstawiające przygotowanie do bitwy oraz przebieg bitwy pod Możajskiem/Borodino. Symfonia została nagrana archiwalnie przez Orkiestrą Symfoniczną Polskiego Radia i Telewizji w Krakowie pod dyrekcją Szymona Kawalli. Wykonywana wielokrotnie na koncertach w Polsce i za granicą, m.in. W Korei Południowej – z Orkiestrą Symfoniczną w Masan.